# Таможенное дело
Тамо́женное де́ло — совокупность методов и средств обеспечения соблюдения мер таможенно-тарифного регулирования и запретов, и ограничений, связанных с перемещением товаров и транспортных средств через таможенную границу.

## Организация управления таможенным делом

### В России
Общее руководство таможенным делом в РФ осуществляет Правительство Российской Федерации.
Непосредственная реализация большинства функций государства в области таможенного дела возложены на Федеральную таможенную службу (бывш. Государственный таможенный комитет, ГТК), осуществляющее свою деятельность в соответствии с установлениями законодательства Российской Федерации о государственном регулировании внешнеторговой деятельности.
ФТС (совместно с таможенными органами РФ) выполняет следующие основные функции:
- обеспечивает в пределах своей компетенции экономическую безопасность, защищает экономические интересы РФ;
- обеспечивает соблюдение законодательства, ведет борьбу с контрабандой, нарушениями таможенных правил и налогового законодательства, относящегося к товарам, перемещаемым через таможенную границу РФ;
- применяет средства таможенного регулирования торгово-экономических отношений, взимает таможенные пошлины, налоги и иные таможенные платежи;
- осуществляет и совершенствует таможенный контроль и таможенное оформление, создает условия, способствующие ускорению товарооборота через таможенную границу РФ;
- ведет таможенную статистику внешней торговли и товарную номенклатуру внешнеэкономической деятельности;
- содействует осуществлению мер по защите государственной безопасности, общественного порядка, нравственности населения, жизни и здоровья человека, защите животных и растении, охране окружающей природной среды, защите интересов российских потребителей ввозимых товаров;
- обеспечивает выполнение международных обязательств РФ в части, касающейся таможенного дела, участвует в разработке международных договоров РФ, затрагивающих таможенное дело; осуществляет сотрудничество с таможенными и иными компетентными органами иностранных государств, международных организаций, занимающихся вопросами таможенного дела;
- выполняет другие функции в организации таможенного дела в РФ.

Система управления таможенным делом определяется Таможенным кодексом ЕАЭС, Федеральным законом от 3 марта 2018 года № 289-ФЗ «О таможенном регулировании в Российской Федерации и о внесении изменений в отдельные законодательные акты Российской Федерации» и включает 4 уровня:
- Федеральную таможенную службу,
- региональные таможенные управления,
- таможни,
- таможенные посты.

В настоящее время в России действует 9 региональных таможенных управлений (Центральное, Северо-Западное, Южное, Сибирское, Приволжское, Дальневосточное, Уральское, Северо-Кавказское и Крымское) и 725 таможенных учреждений (109 таможен и 616 таможенных постов).
На 2013 год число таможен составляет около 80, при этом ежегодно ситуация меняется.
Министерство финансов РФ в соответствии с законодательством Российской Федерации осуществляет функции по выработке государственной политики и нормативно-правовому регулированию в сфере таможенных платежей и определения таможенной стоимости товаров.